# Qernertunnguit
Qernertunnguit est un quartier de Nuuk situé dans le quartier de Quassussuup Tungaa dans le nord-ouest de la ville, face au fjord de Nuuk.

## Transports
La ligne 3 de Nuup Bussii relie le quartier au centre-ville.